# Tubereca biharaguana
Tubereca biharaguana is een hooiwagen uit de familie Assamiidae.